# Horace Vernet
Émile Jean Horace Vernet (født 30. juni 1789 i Paris, død 17. januar 1863 sammesteds) var en fransk maler, søn af maleren Antoine Charles Horace Vernet (kaldet Carle Vernet) og barnebarn af Claude Joseph Vernet.

## Liv
Horace Vernet er malerslægten Vernets navnkundigste medlem, faren, tegneren Jean-Michel Moreau og maleren François-André Vincent af den David’ske retning blev hans lærere. 1828—34 virkede han som direktør for det franske akademi i Rom. Vernet var hurtig klar over sit kunstneriske kald: Slagmaleri; han blev den franske militærånds og de nationale krigsbedrifters begejstrede og tiljublede maler. 

### Frigjort fra normer
Striden mellem klassicisme og romantik anfægtede ham kun lidt, Indtagelsen af en Redoute (1809 viser ham vel så temmelig frigjort for de David’ske regler, han var oplært i, og i enkelte senere arbejder som Mazepa og andre er emnevalget og tendensen vel romantiske, men i øvrigt gik  han uden skolehensyn løs på virkeligheden for i letfattelige billeder at  skildre Frankrigs glorie. Hans første større arbejde var motivet Slaget ved Toloza, der sammen med historiske genrebilleder som Poniatowsky’s Død  sås på udstillingen 1817. Vernets emnevalg: de napoleonske bedrifter huede ikke det nye regime, og en række af Vernets malerier afvistes  derfor fra Salonen, men den særudstilling, Vernet nu arrangerede 1822 af sine værker (Slaget ved Jemappes. Forsvaret af Clichy-Barrieren,  i hvilken kamp Vernet selv havde været med, og mange andre), blev en kunstnerisk sejr for ham og også lidt af et politisk nederlag for det bestående regimente.

### Motiver fra Napoleonstiden
I tiden op til midten af 1820’erne maler, tegner og litograferer Vernet i mængdevis skildringer fra Napoleonstiden; i sine  anekdotemæssige, humoristiske eller vemodige fremstillinger af den  napoleonske soldat vækker han længsel efter de gamle tider; 1824 maler han dog for kongen blandt andet Kong Karl med Generalstab (Versailles), men giver atter 1825 et af sine mest bekendte Napoleon-billeder, Napoleon tager Afsked med sin Garde i Fontainebleau. 

### Storhedstid
Efter opholdet i Rom, hvor han uden held maler i mere "historisk" stil (Judith, Pius VIII, 1831, Versailles, Raphael og Michelangelo), men udfører flere gode brigantbilleder, kommer hans store tid, da konge- og senere kejsergunst skaffer ham betydelige bestillingers medbør og al mulig ydre hæder. Ludvig-Filip af Frankrig, for hvem han alt tidligere har malet slagstykker (Valmy, Jemappes etc.), knytter ham til Versailles-Museet,  han maler Jena, Friedland og Wagram med videre (endnu mest den gamle  slagkomposition med hærførerne som store forgrundsfigurer og selve slaget i midt- og baggrunden), derefter kommer (efter et studieophold 1838 i Nordafrika) de mægtige Konstantine-billeder, hvor slagtummelen er ført lige ind på beskueren, 1845 maler han det vældige, 21,39 meter lange panoramamæssige Abd-el-Kader’s Smalah, Versailles, 1846 Slaget ved Isly; for den russiske kejser, der 1843 modtog ham med udsøgt hæder, malede han portrætter og slagstykker (Slaget ved Vola); endelig gav orientopholdet anledning til en hel række lidet indholdsvægtige, bibelske malerier i moderne orients kostume (Abraham og Hagar, Rebekka og Eliezer etc.), samt en del livfulde afrikanske genre- og dyrebilleder (Løvejagt, Slavemarked, Post i Ørkenen etc.). 

### Nedgang
Omkring århundredets midte ebbede hans kunst, dens prestige sank efterhånden under vedholdende skarp kritik over dens let påviselige mangler; kort før sin død nød Vernet dog den for en maler sjældne  æresbevisning at modtage æreslegionens storofficerskors i egenskab af en "stor epokes store maler".

## Teknik
Vernet var et naturens vidunderbarn, malede med utrolig lethed og sikkerhed i kraft af en enestående hukommelse, der tillod ham at male løs, ofte uden forstudier, "ud af hovedet"; hans kunst rummer ikke fantasi, dybde og høj idealitet, men en  håndsikker realisme, der forstår at skildre anskuelig og letfattelig og i livfulde — patriotiske stemte — billeder, som kan fange allemands øjne; de finere værdier i form og farve gav han sig i sin mægtige produktion, der stilede mod fortællingens emne som hovedformål, ikke stunder til at kæle for, men at  han også formelt og malerisk kunne nå højt, viser blandt andet hans portrætkunst Bertel Thorvaldsen med busten af Horace Vernet og En armenisk Præst i Thorvaldsens Museum, St Cyr, Gérard, Napoleon III med flere.

## Galleri
- Forsvaret af Clichy-Barrieren, 1820
- St Cyr, 1821
- Mazeppa, 1826
- Bertel Thorvaldsen med busten af Horace Vernet, 1833
- Slavemarked, 1836
- Slaget ved Wagram, 1836
- Slaget ved Jena,  1836
- Judas og Tamar, 1840
- Slaget ved Isly, 1844
- Abd-el-Kader’s Smalah, 1846, højde 489 cm - længde 2139 cm[1]
- Dødsengelen, 1851
- Pius VIII, 19. århundrede
- Slaget ved Jena